# Азг
А́зг (арм. Ազգ, букв. «род»), также то́хм (арм. Տոհմ) или це́х (арм. Ցեղ) — кровно-родственная единица в армянской системе семьи и родства. Азг представляет собой семейно-родственную группу, насчитывающую в своём составе семьи нескольких поколений, обычно шести-семи по нисходящим и боковым ответвлениям по мужской линии, от предка-основателя азга, имя которого становится общеазговым. Во второй половине XIX-начале XX века у армян в системе развитых социально-экономических и общественных отношений азг всё ещё играл значительную роль.
Азг образуется путём сегментации размножившейся семьи основателя на малые и большие дочерние семьи. Выделившиеся семьи, становясь самостоятельными единицами, продолжают сохранять между собой в той или иной форме хозяйственную, идеологическую и территориальную связь. Семья из данного азга, переселяясь в другой населённый пункт, вначале сохраняла память о своей принадлежности к азгу, от которого она отделилась. Со временем, в пятом-шестом поколении, образуется новая самостоятельная боковая линия, исчисление которой ведётся уже от главы переселившейся семьи. Если отделившаяся ветвь насчитывала пять и больше поколений по нисходящей, она становилась самостоятельным азгом даже в том случае, когда продолжала сохранять своё старое общеазговое название.
Браки внутри азга считались (и считаются до сих пор) нежелательными независимо от того, сколько поколений он насчитывал. Они были исключением и осуждались общественным мнением. Армянский азг был экзогамен.
Относительная живучесть азговых отношений во второй половине XIX-начале XX века объясняется как экономическими причинами, так и спецификой истории Армении. К началу XX века, периоды сложившихся в Восточной Армении капиталистических отношений, значительно ослабевает социально-экономическая основа этой базы. Не случайно, переселившиеся в этот период из Западной Армении семьи уже не могли вырасти в большие семейно-родственные коллективы. В то же время в Западной Армении, в условиях турецкого ига и антиармянской политика правительства Турции, находясь под угрозой нападения и уничтожения, армяне держались за свои родственные связи, находя в них опору и защиту. Несмотря на то, что азг к этому времени находился в состоянии распада, он сохранял остаточные формы родовой общности, которая выражалась в идеологическом, локальном (территориальном), экономическом единстве.

### Идеологическое единство
Идеологическое единство азга выражалось прежде всего в общеазговой генеалогии: в сохранении памяти об общем предке — основателе рода вплоть до шестого-седьмого колена, а также в самоназвании азга. Само название азга происходит от имени предка его основателя, его профессии (если она становится потомственным занятием) либо от названия местности его переселения с прибавлением суффикса -анц (-янц), -енц, -унц (в армянском языке суффиксы принадлежности). В народной разговорной речи распространённой является также собирательная форма — анк. Кроме того, большинство азгов имеет и прозвище, которое употребляется вместе с их названием.
Фамилия у армян — азгану́н (арм. ազգանուն, букв. «имя азга»), образуется из азгового названия. С появлением фамилий общеазговое название становится не единственным. В одном и том же азге и даже в одной семье в ряде регионов можно встретить разные фамилии: у одного сына может быть фамилия по имени деда или прадеда, у другого — общеазговая. Сохранение же единственного азгового названия по имени основателя-предка является предметом гордости азга. Считается, что тем самым сохраняется его единство.

### Азговая солидарность
Общеазговая солидарность была выражением общественного единства родственной группы. Она проявлялась в обычае хоронить членов азга на кладбищенских родовых участках или, что встречалось значительно реже, на отдельных азговых (фамильных) кладбищах. Подобные фамильные кладбища сохранялись в некоторых областях Армении вплоть до 1960-х годов, единично (село Коти в Тавушской области) — до настоящего времени.
Азговая солидарность находила выражение и в других сферах соционормативной культуры: семейной (свадебной, родильной) и календарной обрядности, общественных жертвоприношениях и др. Вопрос женитьбы обсуждался старшими членами азга. Члены азга принимали участие в торжестве не только своим присутствием, но и оказанием материальной помощи, в основном в виде подарков, позже — и деньгами.
Общеазговая солидарность проявлялась также в ответственности всего азга за поступки, нравственность и моральный облик каждого из членов своей родственной группы. Проступки его членов — позор для всего азга, и напротив, подвиг и другие благодеяния — его честь. За проступки и грехи сородича был ответственен весь аго азг.